# Ethel Armes
Ethel Marie Armes née le 31 décembre 1876 à Washington et morte le 28 septembre 1945 à Peterborough, est une journaliste et historienne américaine.
Née à Washington, DC, fille du colonel George Augustus Armes (en), Ethel Armes grandit à Washington DC, où elle fréquente des écoles privées. Elle travaille comme journaliste pour le Chicago Chronicle en 1899 puis pour le Washington Post de 1900 à 1903. En 1904, elle se fiance avec le poète japonais Yonejirō Noguchi et prévoit de le rejoindre au Japon, mais rompt l'engagement dans des circonstances qui défraient la chronique mondaine. En 1905-06 elle travaille pour le Birmingham Age-Herald et réalise des travaux syndiqués pour des magazines et des journaux. Elle est l'auteur de nombreux ouvrages historiques importants.

## Ouvrages
- Midsummer in Whittier's country (1905)
- The Story of Coal and Iron in Alabama (1910)
- Stratford on the Potomac (1928)
- Stratford Hall: The Great House of the Lees (1936)

## Source de la traduction
- (en) Cet article est partiellement ou en totalité issu de l’article de Wikipédia en anglais intitulé « Ethel Armes » (voir la liste des auteurs).